# Лутраки-Перахора-Аји Теодори
Лутраки-Перахора-Аји Теодори (грч. Λουτράκι-Περαχώρα-Άγιι Θεοδώροι) општина је у Грчкој. По подацима из 2011. године број становника у општини је био 21.221.

## Становништво
| 2011.  |
| ------ |
| 21,221 |